# Lambertuskirche (Pfaffenhofen)

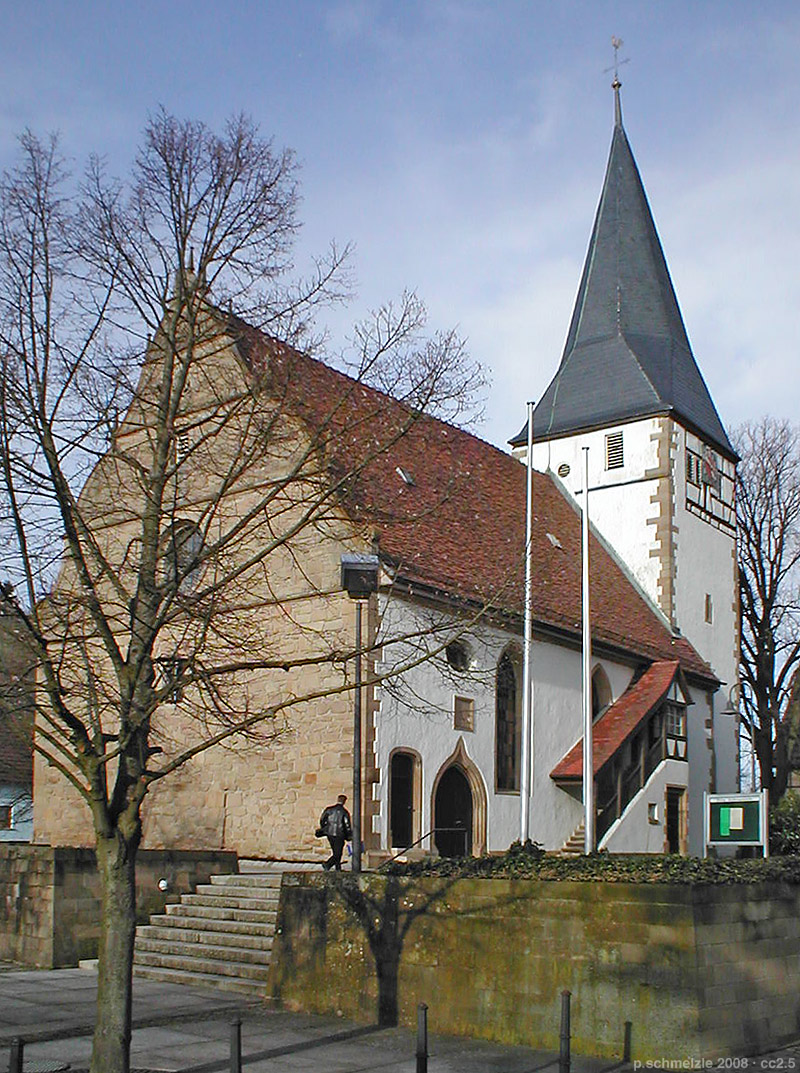
Lambertuskirche in Pfaffenhofen, Ansicht von Südwesten

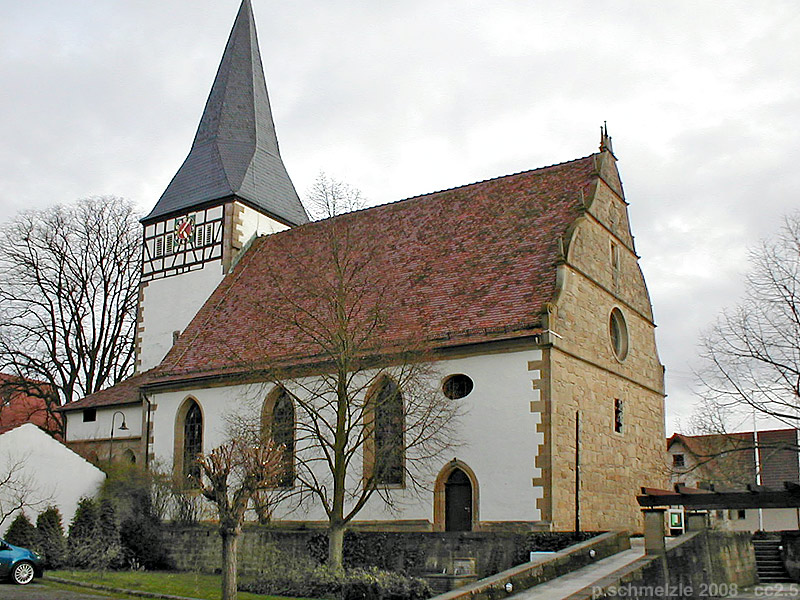
Ansicht von Nordwesten

Die Lambertuskirche ist eine evangelische Pfarrkirche in Pfaffenhofen im Landkreis Heilbronn im nördlichen Baden-Württemberg, die ihre heutige Gestalt mit dem markanten Westgiebel seit einem Umbau 1610 hat. Die im Kirchturm hängende Glocke von 1299 ist eine der ältesten Glocken in Baden-Württemberg.

## Geschichte
Die Ursprünge der Kirche in Pfaffenhofen hängen vermutlich mit der Gründung des Ortes durch die namengebenden „Pfaffen“ (eventuell vom Kloster Weißenburg im Elsass) zusammen. Die Kirche unter dem Patrozinium des Lambertus bestand bereits bei der ersten Erwähnung Pfaffenhofens im Jahr 1279. Der frühgotische Turmchor sowie eine Glocke von 1299 sind als Relikte aus dem 13. Jahrhundert erhalten. Die Kirche hatte ursprünglich ein kleineres Langhaus und wurde mehrfach erweitert. 1515 erbaute Hans Wunderer an die Nordseite des Turms eine Seitenkapelle, die heutige Sakristei. Im Zuge der Reformation wurde die Kirche evangelisch, 1558 wurden die bis dahin im Reliquienaltar im Chor aufbewahrten Reliquien entfernt.
1610/12 wurde eine notwendige Langhaus-Erweiterung durch Heinrich Schickhardt zwar nach Süden und Westen geplant, aber dann von den Werkmeistern Hans Hermann aus Güglingen und Kaspar Kachel aus Pfaffenhofen wahrscheinlich wegen des nördlich an den Chor erfolgten Kapellenanbaus von 1515 (jetzt Sakristei) spiegelbildlich nach Norden und Westen umgesetzt, wobei der prächtige geschwungene Renaissancegiebel im Westen entstand und auch das bei der Kirche gelegene Pfarrhaus neu errichtet wurde. Am Abend der Kirchweihe, am 16. Mai 1612, traf ein Blitzschlag den Kirchturm und hat einen Eckstein des Turmhelms herausgeschlagen.
Architekt Martin Elsaesser renovierte im Jahre 1910 die Lambertuskirche. 1960 wurde die heute verwendete Orgel gebraucht gekauft. 1966 wurde die Kirche innen umfassend renoviert. Bei einem erneuten Blitzschlag in der Nacht zum 14. Dezember 1973 wurde der Turm schwer beschädigt und musste teilweise erneuert werden. 1988/89 wurde während der Erneuerung des benachbarten Kelterplatzes die Kirche außen renoviert, nachdem ein zuvor den Westgiebel verdeckendes Nachbargebäude abgerissen worden war. 2012 schloss sich eine neuerliche Sanierung an.

## Beschreibung

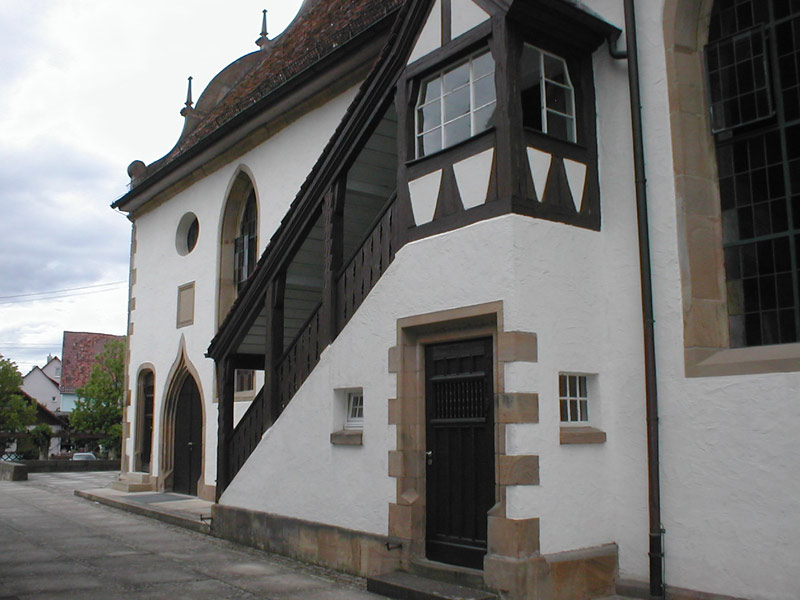
Südwand mit Portal und Aufstieg zur Empore

Die Kirche ist eine einschiffige Kirche mit ansatzweise einer Querkirchen-Konzeption und mit nach Osten ausgerichtetem älteren Chor im Sockelgeschoss des am Ostgiebel stehenden, 38 Meter hohen Turmes. Nördlich an den Turm ist die Sakristei angebaut, an der Südfassade befindet sich eine Außentreppe zur Empore.
Die einstöckige, auf hölzernen Säulen ruhende, bemalte Empore läuft von der Südseite über die Westseite bis zur Nordseite um. Im Süden und Norden reichte die Empore einstmals bis zur östlichen Giebelseite, wurde 1966 dann jedoch um eine Fensterbreite verkürzt. Auf der Westempore befindet sich die Kirchenorgel. Das Langhaus war gemäß der Schickhardt-Pläne von 1610/12 ursprünglich mit einer Flachdecke überspannt, die von einem einfachen Hängewerk getragen wurde. Seit einer der Renovierungen 1910 oder 1966 ist es von einem hölzernen Tonnengewölbe überspannt. Ein Triumphbogen bildet den Durchgang vom Langhaus zum kleinen Chor, wobei sich der Triumphbogen aufgrund der 1610/12 erfolgten Erweiterung der Kirche nach Norden nicht auf einer Mittelachse mit dem Langhaus befindet. Als Gegengewicht fungiert die Kanzel aus Sandstein links des Triumphbogens, die wie der Taufstein vermutlich von Hans Hermann aus Güglingen gefertigt wurde. Das hölzerne Kruzifix von 1603, geschaffen von Samuel Pretzig aus Schwaigern, befand sich ursprünglich an der Ostwand über dem Chorbogen und wurde 1966 über dem schlichten modernen Altartisch aufgehängt.

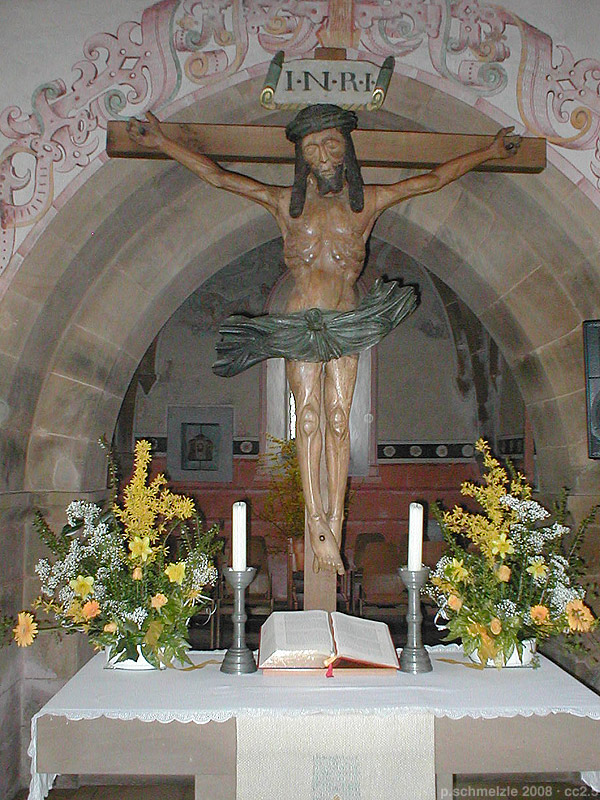
Kruzifix
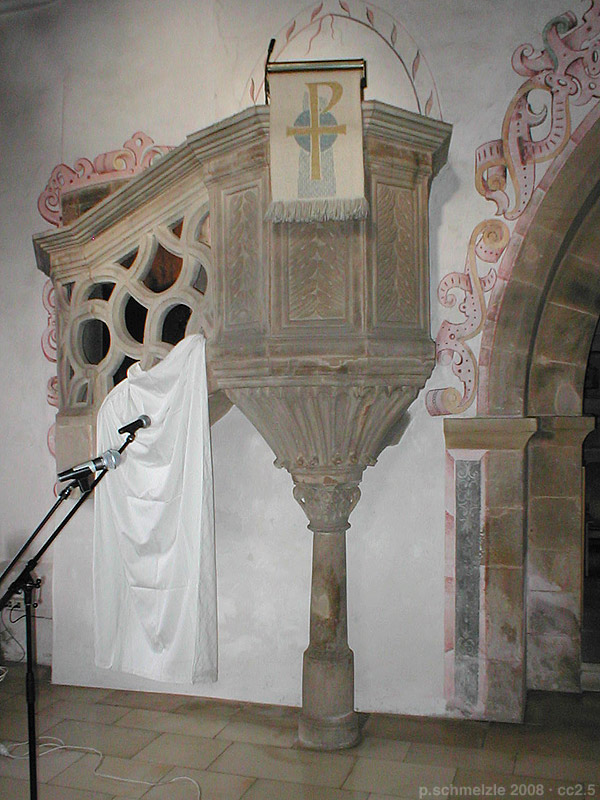
Steinkanzel
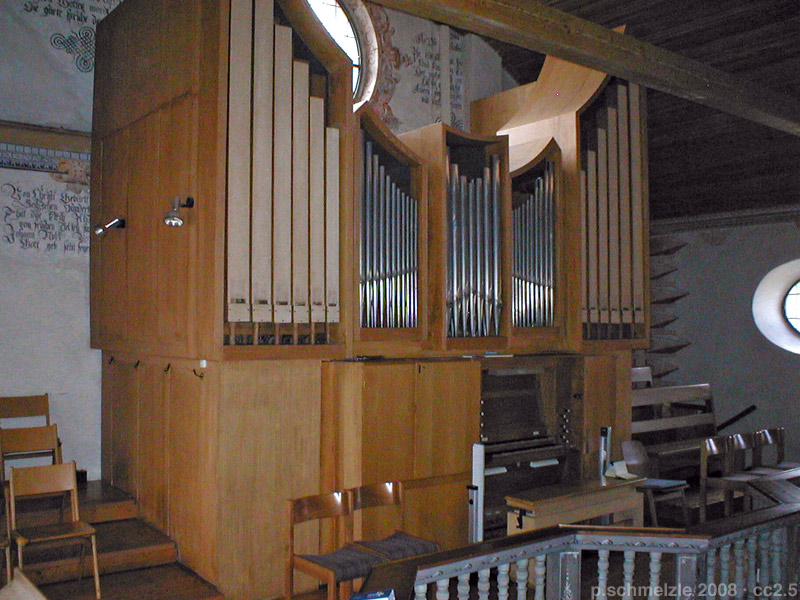
Orgel auf der Empore

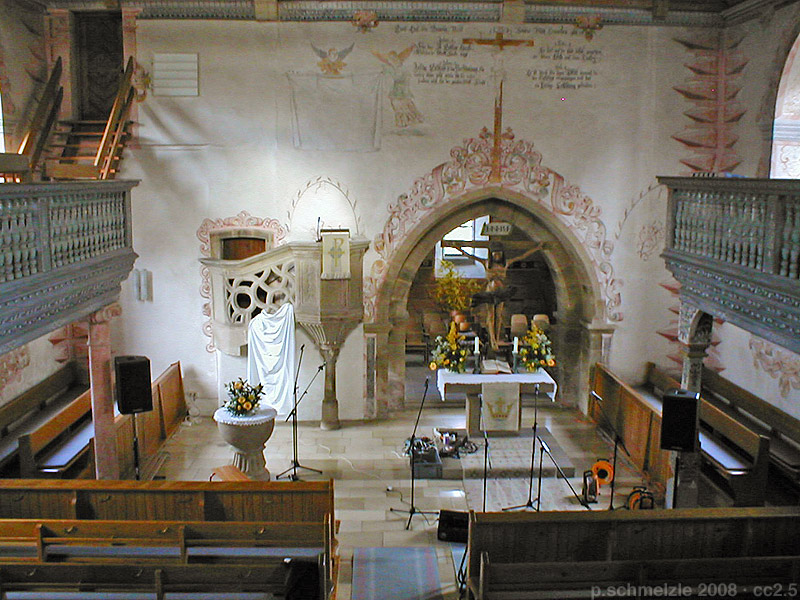
Blick von der Empore zum Turmchor

Der Turmchor hat ein Gewölbe aus der Zeit der frühen Gotik und weist mehrere historische Wandmalereien auf. Im Gewölbe sind noch Fragmente der Evangelistensymbole (Adler, Stier, Löwe und geflügelter Mensch) zu erkennen. An der Nordwand befindet sich ein großes Fresko mit der Darstellung des Todes Mariens. Die Entschlafene ist von Aposteln umringt dargestellt, über ihr bietet Christus ihr im Himmel einen Platz an. Die weiteren Wandmalereien zeigen Szenen aus dem Leben des Kirchenpatrons Lambertus, dessen Name als Inschrift zu erkennen ist.

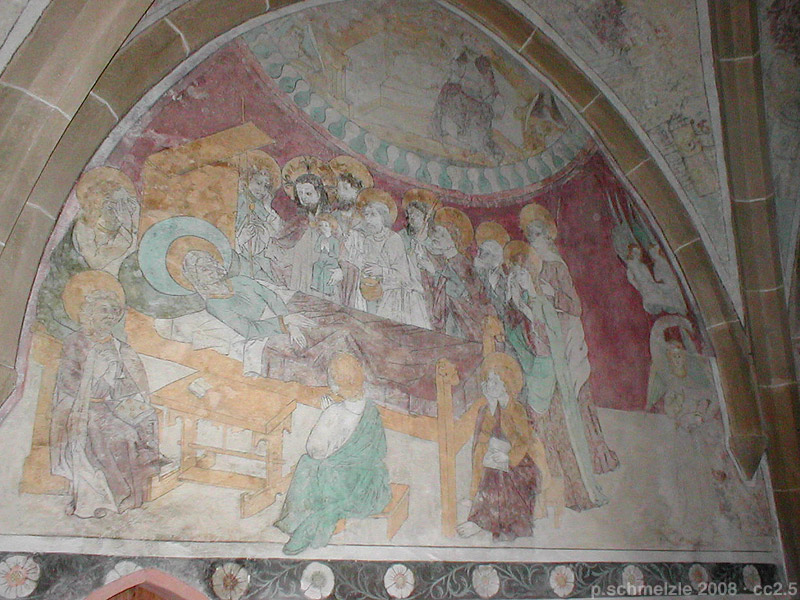
Tod Mariens
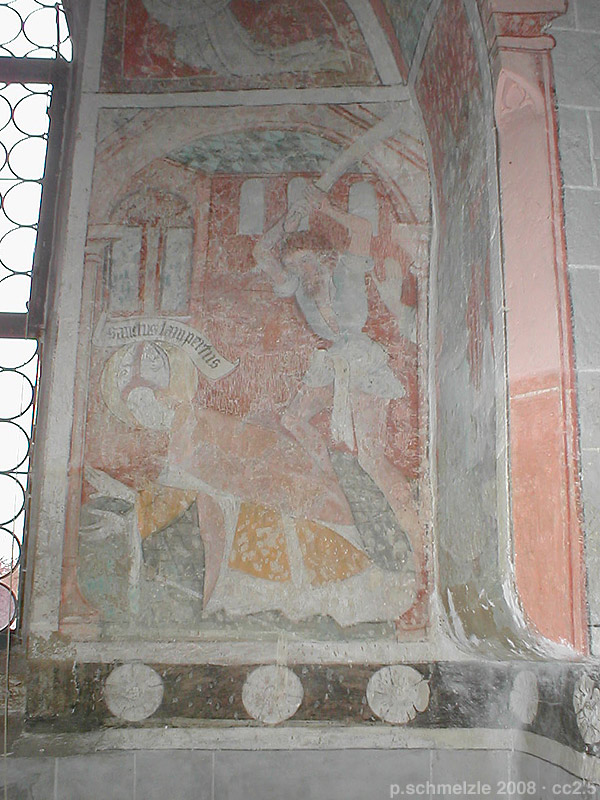
Enthauptung des Lambertus
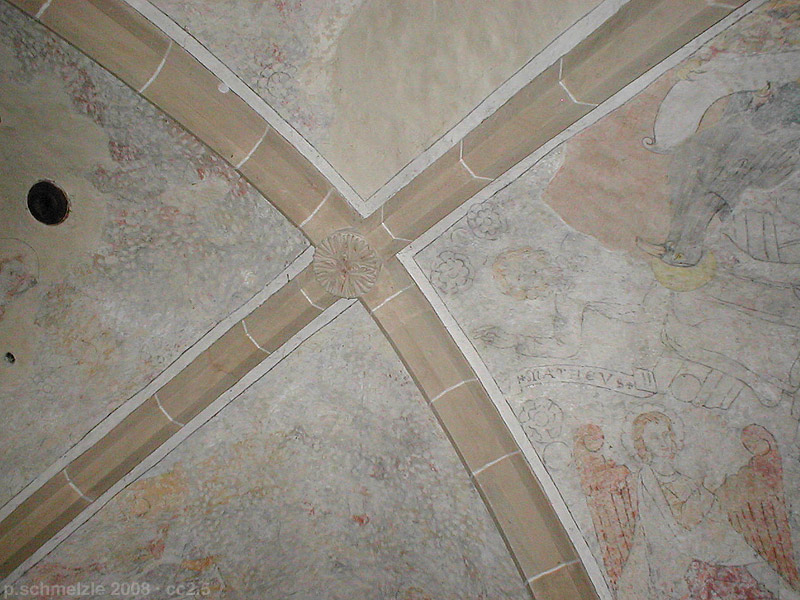
Evangelistensymbole

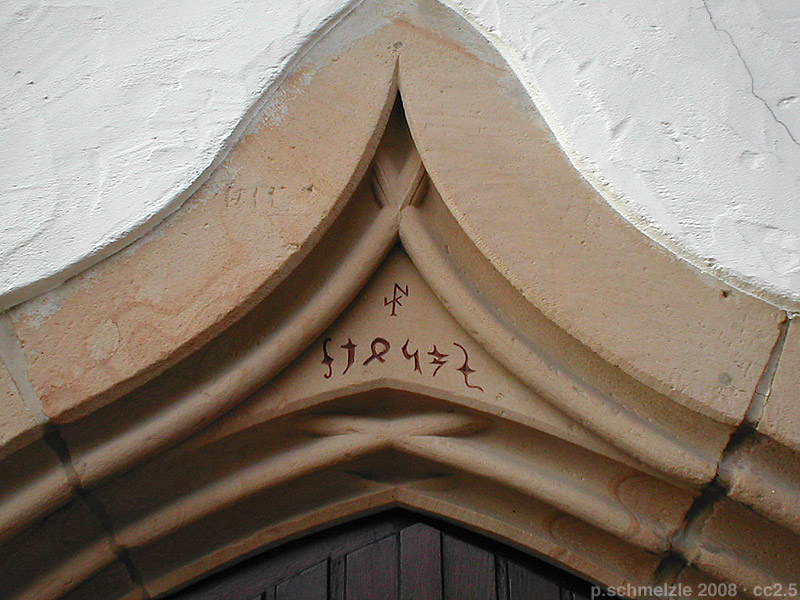
Südportal, datiert 1453

In einer Nische im Turmchor wird eine alte Steinarbeit verwahrt, mit der einst der frühere Reliquienaltar verschlossen wurde: Engel halten das Schweißtuch mit dem Antlitz Christi. Im Turmchor befindet sich außerdem das Mauerstück, das beim Blitzschlag 1612 aus dem Turm geschlagen wurde. Schon die Schickhardtschen Pläne lassen erkennen, dass ein Altartisch für das Abendmahl der Gemeinde nicht im engen Chor, sondern vor dem Chorbogen sinnvoll war und ist. Nach Norden hin schließt an den Turmchor die Sakristei (ehemalige Seitenkapelle) an, die ein feines Netzgewölbe aufweist und 1515 von Hans Wunderer errichtet wurde, den eine Inschrift an der Außenwand nennt. Durch den Kanzelaufgang aus dem Inneren verlor dieser Raum seine Kapellenfunktion zugunsten einer Sakristei.
Das an der Südwand befindliche Hauptportal ist mit 1453 datiert. Das Portal befand sich einst im Westgiebel der Kirche und wurde (möglicherweise beim Umbau 1610/12) an seine heutige Stelle versetzt. Im Westgiebel wurde 1997 in eine Nische eine metallene Plastik mit einer Darstellung des St. Lambertus eingelassen. Die Plastik wurde von Gunther Stilling gestaltet und trägt die Gesichtszüge des seinerzeitigen Pfarrers Friedrich Schwandt.
Im Glockenturm der Kirche befinden sich vier Glocken. Neben zwei Glocken von 1962 sind zwei sehr alte Glocken erhalten, von denen die größere mit einer lateinischen Inschrift auf das Jahr 1299 datiert ist. Auch wenn das genaue Alter der kleineren alten Glocke unbekannt ist, werden beide zu den ältesten Glocken Württembergs gezählt.

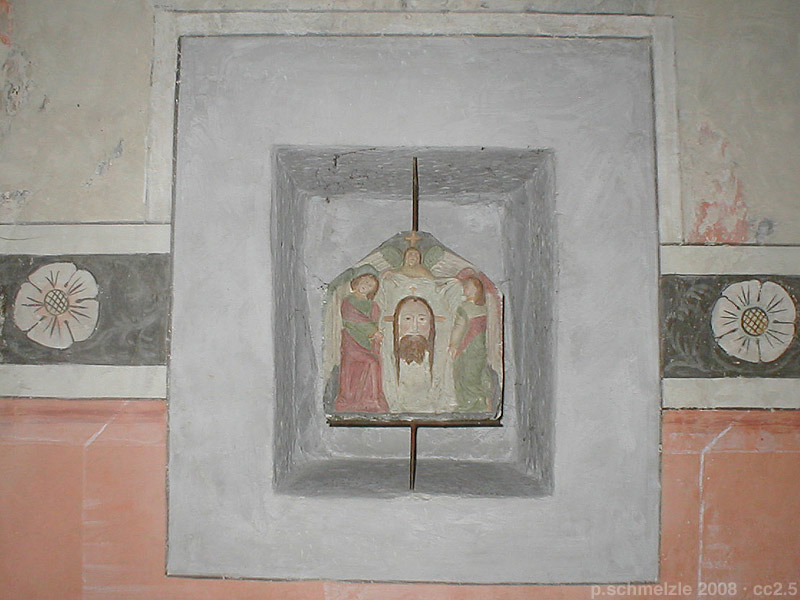
Stein vom Reliquienaltar
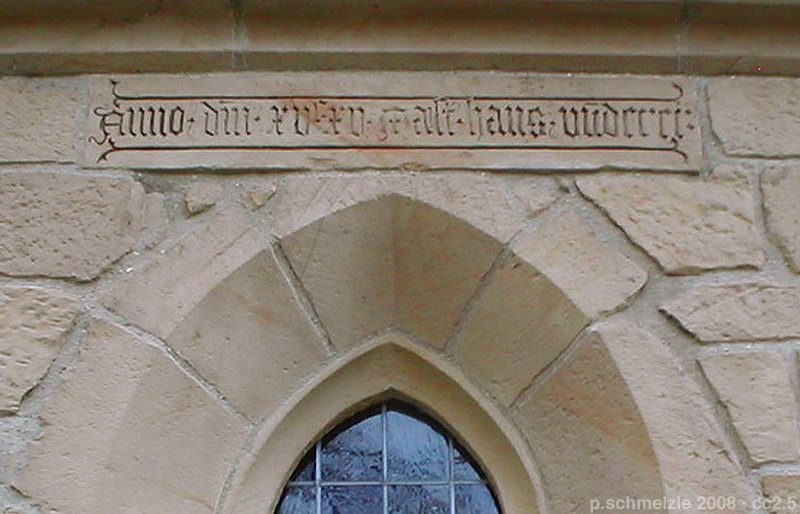
Inschrift Hans Wunderer
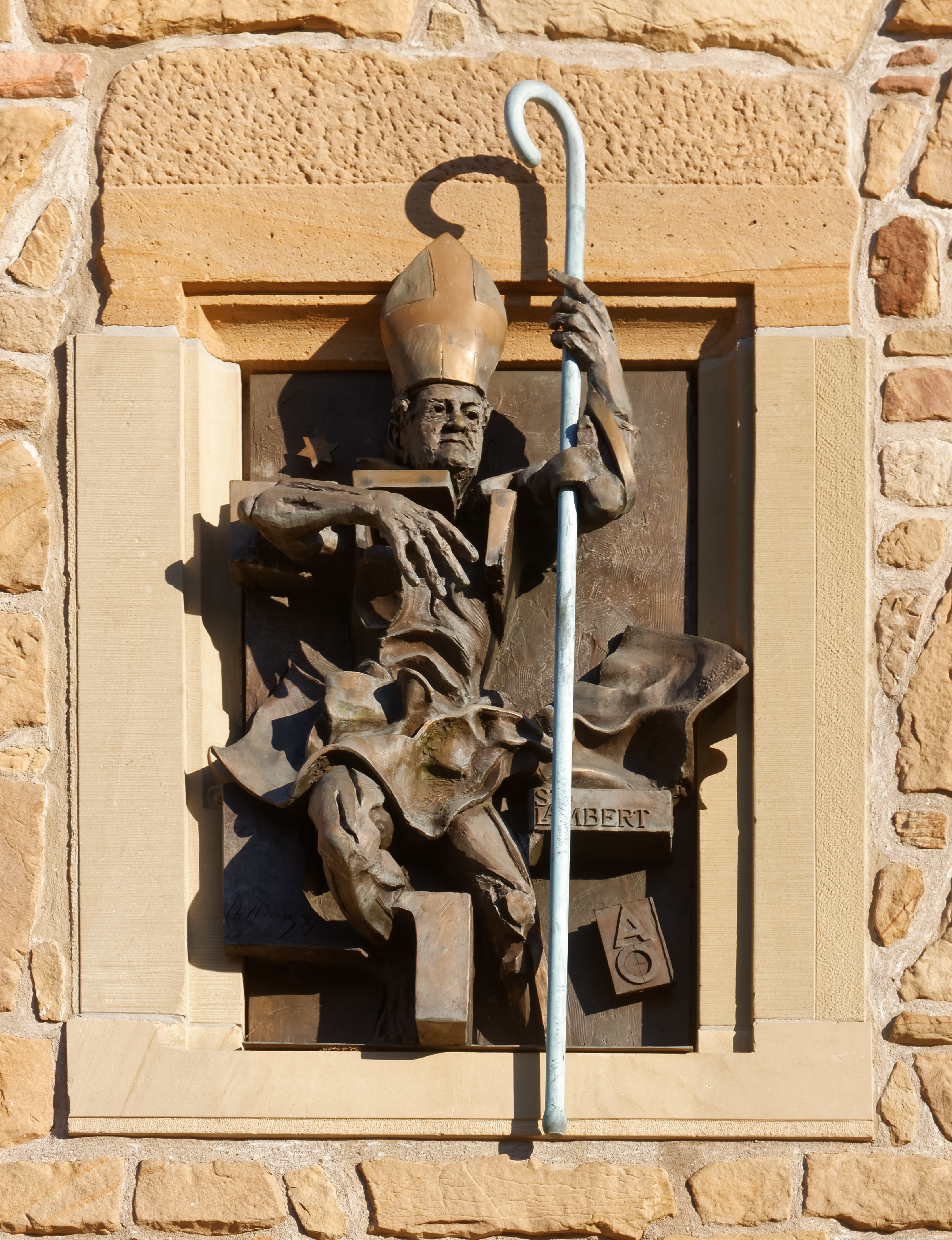
Skulptur im Westgiebel